# Цегеш
Цегеш (рум. Țegheș) — село у повіті Ілфов в Румунії. Входить до складу комуни Домнешть.
Село розташоване на відстані 19 км на захід від Бухареста, 143 км на південь від Брашова.

## Населення
За даними перепису населення 2002 року у селі проживали 553 особи. Усі жителі села рідною мовою назвали румунську.
Національний склад населення села:
| Національність | Кількість осіб | Відсоток |
| -------------- | -------------- | -------- |
| румуни         | 547            | 98,9%    |
| цигани         | 6              | 1,1%     |